# Hrabstwo Jafy i Aszkelonu

Królestwo Jerozolimy i pozostałe państwa chrześcijańskie na Bliskim Wschodzie w 1135

Hrabstwo Jafy i Aszkelonu – według Jana z Ibelinu, XIII-wiecznego jurysty, jedno z czterech najważniejszych ziem zależnych należących do Królestwa Jerozolimy (obok Sydonu, Galilei i Edessy).

## Historia
Jafa została ufortyfikowana przez Gotfryda z Bouillon w 1100, po zakończonej I krucjacie. Praw do Jafy domagał się nieskutecznie Daimbert z Pizy, pierwszy patriarcha. Jafa pozostała częścią ziem królewskich, aż w 1100 została nadana Hugonowi de Le Puiset. W 1134 hrabia Hugo II zbuntował się przeciwko królowi Fulkowi Andegaweńskiemu, hrabstwo zostało podzielone na kilka części, a Jafa została ponownie domeną królewską. Wkrótce została wydzielona na apanaż dla młodszego syna Fulka i Melisandy – Amalryka. W 1153 starszy syn Fulka i Melisandy – Baldwin III został królem, podbił Aszkelon i włączył miasto do posiadłości młodszego brata Amalryka.
Hrabstwo następnie na zmianę stawało się domeną królewską i było nadawane członkom rodziny królewskiej. Jego hrabiami byli współmałżonkowie lub bliscy krewni kolejnych królów Jerozolimy. W latach 1176–1186 hrabstwo należało do córki Amalryka II i jej kolejnych mężów, od 1191 należało do rodziny Lusignan. W 1187, po przegranej przez krzyżowców bitwie pd Hittin, Jafa trafiła w ręce Saladyna, ale w czasie III krucjaty została odbita przez Ryszarda Lwie Serce. W 1221 hrabstwo zostało przyznane Walterowi IV de Brienne przez jego wuja-króla Jana de Brienne. Walter był ożeniony z Marią Cypryjską, wnuczką króla Jerozolimy – Amalryka II, który był następcą swojego brata Gwidona. Około 1250 hrabstwo otrzymała młodsza gałąź rodziny Ibelinów. W 1268 Jafa została zdobyta przez Bajbarsa, a tytuł hrabiego stał się czysto tytularny. Tytuł jednak nadał Janowi Perezowi Fabrice, Jakub II, król Cypru i Jerozolimy.

## Wasale
Hrabstwo Jafy i Aszkelonu miało trzech wasali, którzy bezpośrednio mu podlegali:
- pana Ramli,
- pana Ibelinu,
- pana Mirabel (Mirabel wyodrębnione z Ibelinu, podlegało rodzinie Ibelin)

## Hrabiowie Jafy i Aszkelonu
- Roger i Gerard (ok. 1100)
- domena królewska (1100–1110)
- Hugo I (1110–1118), brat cioteczny króla Baldwina II
- Albert (1118–1122), drugi mąż wdowy po Hugonie I
- Hugo II (1122–1134), jego ziemie skonfiskowano
- domena królewska (1134–1151)
- Amalryk I (1151–1163)
- domena królewska (1163–1176), o nadanie ziem starała się była żona Amalryka, Agnieszka z Courtenay
- Wilhelm z Montferratu i Sybilla Jerozolimska (1176–1177)
- Sybilla Jerozolimska (1177–1180)
- Gwidon z Lusignan i Sybilla Jerozolimska (1180–1186)
- Godfryd z Lusignan (1191–?), brat Gwidona
- Amalryk II z Lusignan (?–1197), brat Gwidona, król Jerozolimy
- domena królewska (1197–1221)
- Walter IV de Brienne (1221–1244), bratanek Jana de Brienne, mąż wnuczki Amalryka II
- Jan z Ibelinu (1250–1266), przyrodni brat królowej Izabeli Jerozolimskiej
- Jakub z Ibelinu (1266–1268, tytularny 1268–1276)
- Gwidon z Ibelinu (1276–1304)
- Hugo z Ibelin (1304–1349)
- Balian II z Ibelinu (1349 – ok. 1352)
- Gwidon z Ibelin (ok. 1352 – ok. 1353)
- Balian z Ibelin (ok. 1353 – ok. 1365)
- Jan z Ibelin (ok. 1365 – ok. 1367)
- Maria z Ibelinu i Regnier le Petit (ok. 1367)
- Floryn (ok. 1450)
- Jakub de Flory (zm. 1463)
- Jan Perez Fabrice
- Ludwik Perez Fabrice
- Jerzy Kontaren
- N. Kontaren
- Jerzy Kontaren II (ok. 1579)